# The Black Windmill
The Black Windmill (br.: O moinho negro / pt: Por um punhado de diamantes) é um filme do Reino Unido de 1974 do gênero Suspense dirigido por Don Siegel. O roteiro de Leigh Vance adapta o livro de Clive Egleton chamado Seven Days to a Killing. As locações foram no Moinho Clayton perto de Brighton, sul de Burgess Hill em West Sussex, Inglaterra. Há também cenas filmadas nas estações de Aldwych e Shepherd's Bush.

## Elenco principal
- Michael Caine...Major John Tarrant
- Donald Pleasence...Cedric Harper
- Joseph O'Conor...Sir Edward Julyan
- John Vernon...McKee
- Janet Suzman...Alex Tarrant
- Delphine Seyrig...Ceil Burrows
- John Rhys-Davies - falso policial militar
- Hermione Baddeley - Hetty

## Sinopse
Dois garotos em idade escolar brincam com um avião de brinquedo em uma área abandonada na Inglaterra quando são feito prisioneiros por soldados que alegam que aquele local é uma instalação militar. Os captores são falsos soldados e na verdade os meninos são sequestrados como parte de um complexo plano que envolve o pai de um deles, o agente secreto do MI6 John Tarrant.
Naquele momento, Tarrant investigava o contrabando de armas soviéticas para a Irlanda do Norte e se aproximara de Ceil Burrows, numa tentativa de se infiltrar entre os criminosos suspeitos. Quando é avisado sobre o seu filho, ele conta a seus superiores do MI6, Sir Edward Julyan e Cedric Harper. Os dois desconfiam do agente quando esse lhes diz que os sequestradores sabiam sobre o departamento secreto de Harper e as coisas se complicam ao serem "plantadas" várias evidências que levam Tarrant a ser acusado de traição e, posteriormente, assassinato.